# Viễn thông

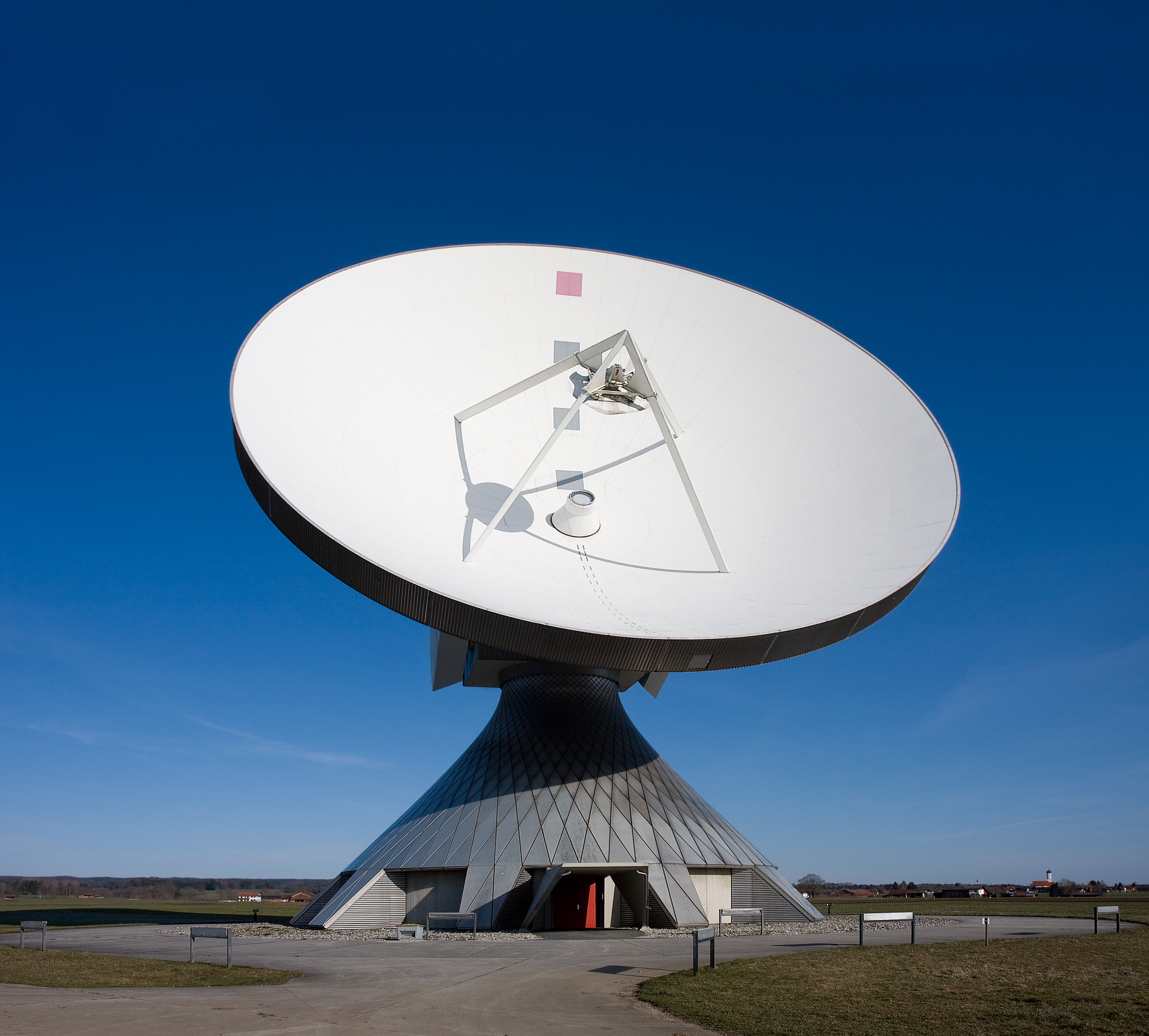
Một anten liên lạc vệ tinh parabol tại cơ sở liên lạc vệ tinh lớn nhất ở Raisting, Bavaria, Đức

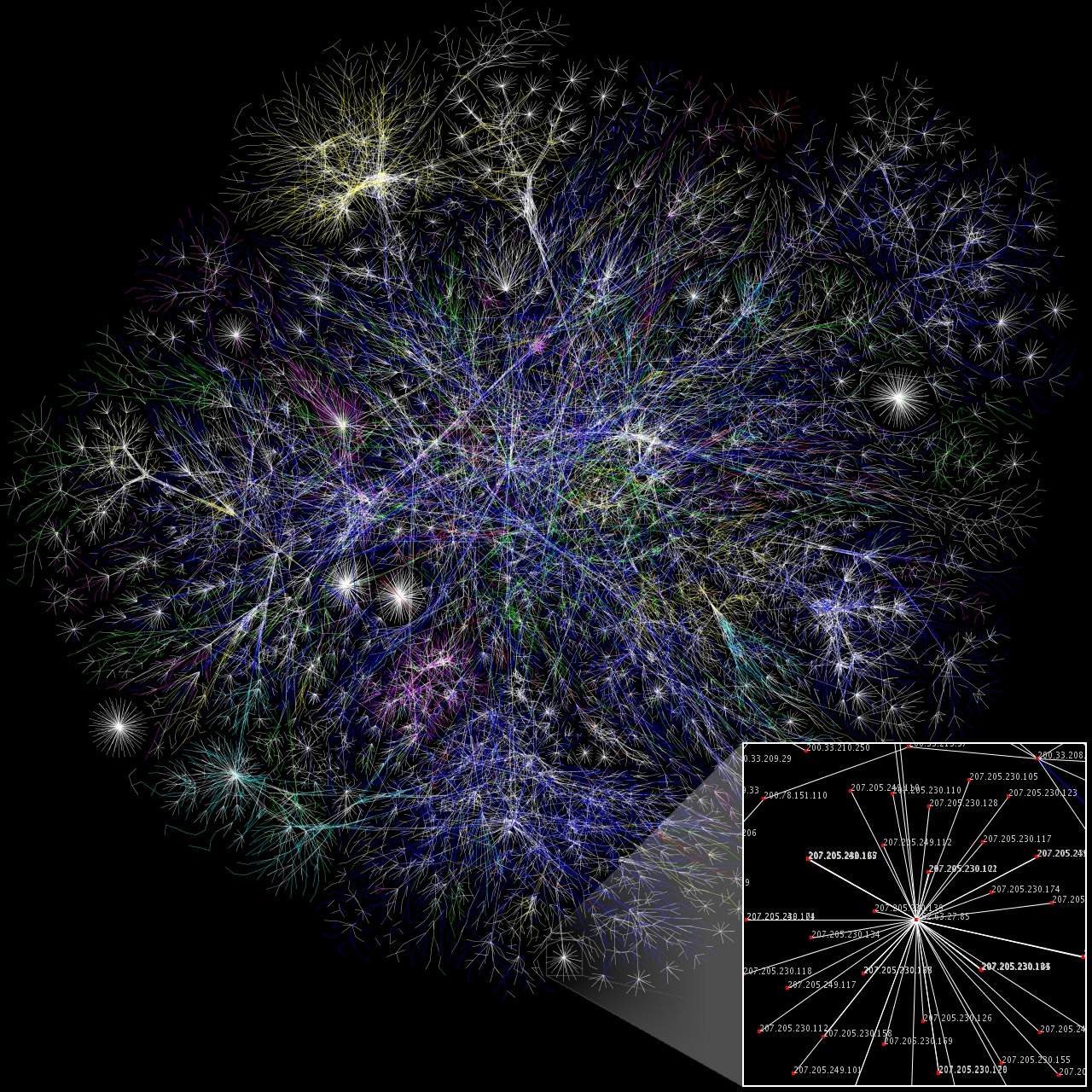
Hình ảnh từ Dự án Opte, các tuyến thông tin khác nhau thông qua một phần của Internet

Viễn thông là việc truyền dẫn thông tin giao tiếp qua một khoảng cách đáng kể để về địa lý.
Vào thời xưa, viễn thông gồm việc dùng các tín hiệu hình ảnh, chẳng hạn như đèn hiệu, tín hiệu khói, điện báo semaphore, tín hiệu cờ, quang báo, hoặc tin nhắn âm thanh như tiếng trống, tiếng tù và, tiếng còi.
Thời hiện đại, viễn  thông là việc dùng các thiết bị điện như máy điện báo, điện thoại, máy telex, cũng như dùng thông tin liên lạc vi ba, vô tuyến, sợi quang và kết hợp với vệ tinh thông tin và Internet.
Cuộc cách mạng trong ngành viễn thông không dây bắt đầu vào thập niên 1900 với những phát triển tiên phong trong lĩnh vực vô tuyến và thông tin liên lạc không dây nhờ Nikola Tesla và Guglielmo Marconi. Marconi đã giành giải Nobel Vật lý năm 1909 cho những nỗ lực của ông. Các nhà phát minh và phát triển tiên phong đáng chú ý khác trong lĩnh vực điện và điện tử gồm Charles Wheatstone và Samuel Morse (điện báo), Alexander Graham Bell (điện thoại), Edwin Armstrong, và Lee de Forest (vô tuyến), cũng như John Logie Baird và Philo Farnsworth (truyền hình).
Dung lượng hiệu dụng của thế giới để trao đổi thông tin qua mạng viễn thông hai chiều đã tăng từ 281 petabyte thông tin (đã nén tối ưu) năm 1986 lên 471 petabyte vào năm 1993, và tới 2,2 exabyte (đã nén tối ưu) vào năm 2000, cho đến năm 2007 thì lên tới 65 exabyte (đã nén tối ưu). Lượng thông tin này tương đương với 2 trang báo cho mỗi người trong một ngày vào năm 1986 và toàn bộ 6 tờ báo cho mỗi người một ngày vào năm 2007. Với sự tăng trưởng này, viễn thông đóng một vai trò ngày càng quan trọng trong nền kinh tế thế giới và doanh thu của ngành công nghiệp viễn thông toàn thế giới ước tính đạt 3,85 nghìn tỷ USD vào năm 2008. Doanh thu dịch vụ của ngành công nghiệp viễn thông toàn cầu ước tính đạt 1,7 nghìn tỷ USD năm 2008 và dự kiến đạt 2,7 nghìn tỷ USD vào năm 2013.